# Tokyo Music Festival
Tokyo Music Festival fue un festival musical realizado en la ciudad de Tokio, Japón, entre 1972 y 1992. Además de presentar artistas en vivo, entregaba premios a la banda ganadora anualmente. Fue organizado por Tokyo Music Festival Association. La primera edición se llevó a cabo el 13 de mayo de 1972, con 12 países participantes.

## Ganadores
- 1972: Izumi Yukimura ( Japón)
- 1973: Mickey Newbury ( Estados Unidos)
- 1974: René Simard ( Canadá)
- 1975: Didith Reyes ( Filipinas)
- 1976: Natalie Cole ( Estados Unidos)
- 1977: Didith Reyes ( Filipinas)
- 1978: Al Green ( Estados Unidos)
- 1979: Leah Navarro ( Filipinas)
- 1980: Dionne Warwick ( Estados Unidos)
- 1981: The Nolans ( Reino Unido)
- 1982: John O'Banion ( Estados Unidos)
- 1983: Lionel Richie ( Estados Unidos), Joe Cocker y Jennifer Warnes ( Reino Unido) ( Estados Unidos)
- 1984: Laura Branigan ( Estados Unidos)
- 1985: Kool & the Gang ( Estados Unidos)
- 1986: Miami Sound Machine ( Estados Unidos)
- 1987: No se entregó premio
- 1988: No se entregó premio
- 1989: Ofra Haza ( Israel)
- 1990: Wilson Phillips ( Estados Unidos)
- 1991: Cancelado
- 1992: Smokey Mountain ( Filipinas)